# 中和营镇
中和营镇，是中华人民共和国云南省红河哈尼族彝族自治州开远市下辖的一个乡镇级行政单位。

## 行政区划
中和营镇下辖以下地区：
中和营村、响水村、大平寨村、米朵村、八家村、中寨村、格勒冲村、马者哨村、葫芦塘村、冲子村、冲门村和三家村。